# چنس د رپر
چانسلور جاناتان بنت (زادهٔ ۱۶ آوریل ۱۹۹۳) شناخته‌شده با نام حرفه‌ای چنس د رپر (انگلیسی: Chance the Rapper) رپر، خواننده، ترانه‌نویس، تهیه‌کننده موسیقی، فعال، هنرپیشه و نیکوکار اهل ایالات متحده آمریکا است. او زاده شیکاگو، ایلینوی است و فعالیت خود را در سال ۲۰۱۲ و با انتشار یک میکس‌تیپ شروع کرد.
از فیلم‌ها یا برنامه‌های تلویزیونی که وی در آن نقش داشته‌است می‌توان به بین دو سرخس: فیلم اشاره کرد. وی همچنین برندهٔ جوایزی همچون جایزه گرمی بهترین هنرمند جدید شده‌است.